# Manuel António Mendes dos Santos
Manuel António Mendes dos Santos (ur. 20 marca 1960 w Lamego, Portugalia) – portugalski duchowny rzymskokatolicki. Biskup diecezji Wysp Świętego Tomasza i Książęcej w latach 2007–2022.

## Życiorys
W dniu 26 września 1980 wstąpił do zgromadzenia klaretynów i w tymże zakonie złożył śluby wieczyste 16 września 1983. Święcenia kapłańskie przyjął w dniu 13 czerwca 1985 roku. Po święceniach pracował jako promotor powołań w portugalskiej prowincji klaretynów, a następnie jako wychowawca i rektor niższego seminarium zakonnego. W latach 1994–1995 pracował jako misjonarz na Wyspach Świętego Tomasza i Książęcej, zaś w latach 1995-1997 studiował teologię pastoralną w Rzymie. Po powrocie do kraju objął probostwo w Setúbal, a w 2001 został przełożonym portugalskiej prowincji klaretynów.
W dniu 1 grudnia 2006 roku został mianowany ordynariuszem diecezji Wysp Świętego Tomasza i Książęcej. Sakrę biskupią przyjął w dniu 17 lutego 2007 roku. 13 lipca 2022 roku papież Franciszek przyjął jego rezygnację z urzędu.